# Do You Know?
Singles de Enrique Iglesias
Not in Love
(2004) Somebody's Me
(2007)
Do You Know? ou Do You Know? (The Ping Pong Song) est une chanson de pop du chanteur espagnol Enrique Iglesias sortie le 15 mai 2007 aux États-Unis sous le label Interscope Records. 1er single extrait de l'album studio Insomniac, la chanson a été écrite par Sean Garrett, Enrique Iglesias, Munich B*stard, Carlos Paucar et produite par Brian Kidd, Sean Garrett.

## Genèse
Enrique insiste pour que la chanson s'appelle juste Do You Know mais le label Interscope Recordsen décide autrement et ajoute le crédit The Ping Pong Song dans le but de stimuler les ventes de disques et de le rendre plus distinctif et commercialisable.
Les samples instrumentales sont basées sur des boucles échantillonnées de la société de production Labs Bunker 8 Digital.
Do You Know? a été enregistré en 2006 et en 2007, la chanson utilise le bruit de balle de ping pong en percussion de fond d'où le titre crédité en version anglaise Do You Know? (The Ping Pong Song).

## Liste des pistes
- CD single au Royaume-Uni

1. Do You Know? - 3:49
2. Do You Know? (DJ Dan et Dave Audé Club Remix) - 7:16

- CD single en Allemagne / Téléchargement digital au Royaume-Uni

1. Do You Know? - 3:49
2. Dimelo - 3:40
3. Do You Know? (Ralphi Rosario et Craig CJs Vocal Mix) - 9:30
4. Do You Know? (Music Video)

## Classements et certifications
| Classement (2007)                                             | Meilleure position |
| ------------------------------------------------------------- | ------------------ |
| Allemagne (Media Control AG)                                  | 6                  |
| Autriche (Ö3 Austria Top 40)                                  | 8                  |
| Belgique (Flandre Ultratop 50 Singles)                        | 9                  |
| Belgique (Wallonie Ultratop 50 Singles)                       | 8                  |
| Canada (Hot 100)                                              | 19                 |
| Tchéquie (IFPI Rádio)                                         | 1                  |
| Danemark (Tracklisten)                                        | 5                  |
| Europe (Hot 100)                                              | 2                  |
| Pays-Bas (Single Top 100)                                     | 2                  |
| France (SNEP)                                                 | 9                  |
| Hongrie (Rádiós Top 40)                                       | 3                  |
| Irlande (IRMA)                                                | 2                  |
| Norvège (VG-lista)                                            | 15                 |
| Slovaquie (IFPI Rádio)                                        | 7                  |
| Suède (Sverigetopplistan)                                     | 3                  |
| Suisse (Schweizer Hitparade)                                  | 4                  |
| Royaume-Uni (UK Singles Chart)                                | 3                  |
| États-Unis (Hot 100)                                          | 21                 |
| États-Unis (Hot Latin Songs)                                  | 1                  |
| États-Unis Tropical Songs (Billboard) Spanish version: Dímelo | 1                  |
| États-Unis (Pop Airplay)                                      | 39                 |
| États-Unis (Dance Club Songs)                                 | 3                  |

| Classement (2007)   | Position |
| ------------------- | -------- |
| Autriche            | 42       |
| Belgique (Flandre)  | 31       |
| Belgique (Wallonie) | 40       |
| Pays-Bas            | 11       |
| Allemagne           | 41       |
| Suède               | 20       |
| Suisse              | 14       |
| Royaume-Uni         | 26       |
| Classement (2008)   | Position |
| France              | 63       |

| Pays            | Certifications |
| --------------- | -------------- |
| Danemark (IFPI) | Platine        |
| Suède (GLF)     | Platine        |